# Samira Bouchibti
 (mai 2020).
Œuvres principales
- De Islam, de Moslims en ik
- Waarom zijn wij Nederlander?

Samira Bouchibti surnommée Samira Abbos, née le 25 octobre 1970 à Fès (Maroc), est une femme politique, présentatrice et journaliste néerlandaise.
Bouchibti est une ancienne membre du PvdA dans la Seconde Chambre des États généraux. Elle est présidente des organisations culturelles aux Pays-Bas.

## Biographie
Samira Bouchibti naît à Fès et grandit à Haarlem aux Pays-Bas. Elle étudie le journalisme en communication mais ne finit pas ses études. Elle a également vécu dix mois en Afrique du Sud. Samira Bouchibti présente plusieurs programmes télévisés dont Surinamers zijn beter dan Marokkanen en 2000. Spécialisée dans l'Islam, elle écrit plusieurs livres où elle explique la Charia, la position de la femme musulmane dans l'islam.
En 2006, Bouchibti est élue membre du parlement du PvdA dans la Seconde Chambre des États généraux. Le 30 novembre 2006, elle est assermentée et se spécialise dans la politique de la jeunesse. Le 18 juin 2010, elle quitte la Chambre après qu'elle ne s'est pas présentée parmi les représentantes. En mars 2011, elle quitte définitivement le parti politique.
En juillet 2012, Bouchibti intègre les rangs du Parti populaire pour la liberté et la démocratie. En 2014, elle se présente sur la liste lors des élections aux Pays-Bas.

## Œuvres
- (nl) Samira Abbos, De Moslim Bestaat Niet, Prometheus, 2005, 199 p. (ISBN 9789035128446)
- (nl) Samira Abbos, De Islam, de Moslims en ik, Praag, 2011, 198 p. (ISBN 9789049026073)
- 2015 : Islamisten, blijf van ons geloof af[8]
- 2015 : Hieraan herken je een gematigde moslim[9]
- 2018 : Waarom zijn wij Nederlander?[10]

## Télévision
- 2000 : Surinamers zijn beter dan Marokkanen sur NPS (nl)[11]